# Leonardo Donato
Leonardo Donà, of Donato (Venetië, 12 februari 1536, Venetië, 16 juli 1612) was de 90e doge van Venetië. Hij regeerde van 10 januari 1606 tot aan zijn overlijden. Zijn regering wordt vooral gekenmerkt door Venetiës dispuut met de paus, die er in 1606-1607 in resulteerde dat paus Paulus V een interdict op Venetië legde.

## Achtergrond (1536-1606)
Donato werd geboren in een koopmansfamilie als zoon van Giovanni Battista Donato en Giovanna Corner. Door zijn scherpe zakelijke intuïtie was hij in staat het familievermogen te laten uitgroeien van gemiddelde afmetingen tot een fortuin.
Met zijn rijkdom veiliggesteld, begon Donato in Venetië aan een overheidscarrière, waarbij hij achtereenvolgens als ambassadeur en podestà van Venetië diende in Constantinopel, en als gouverneur en procurator van San Marco. 
Donato diende later als ambassadeur van Venetië bij het Vaticaan en woonde vele jaren in Rome. Zijn oppositie tegen de ambities van de paus bracht hem in conflict met kardinaal Borghese, de latere paus Paulus V. Donato's nadrukkelijke anti-pauselijke standpunt leidde tot het gerucht dat hij een geheime protestant was, maar geschiedkundigen hebben hier geen bewijs voor kunnen vinden.

## Regering als Doge, 1606-1612
Na de dood van Marino Grimani op 25 december 1605 werd Donato een van de kandidaten voor de opvolging. Hij had twee tegenstanders bij deze verkiezing (inclusief Marcantonio Memmo, die hem later als Doge zou opvolgen), maar kreeg uiteindelijk de steun van beiden, wat resulteerde in zijn verkiezing tot Doge op 10 januari 1606.
Donato erfde een conflict met de paus van Grimani: tussen 1601 en 1604 had Venetië onder leiding van Grimani een aantal wetten doorgevoerd waarin de macht van de paus binnen de republiek Venetië en de privileges van de geestelijkheid sterk beperkt werden. De zaak kwam eind 1605 tot een climax toen Venetië twee priesters als gewone misdadigers beschuldigde, en zo hun kerkelijke onschendbaarheid negeerde door hun zaak voor een seculiere rechtbank te behandelen. Op 10 december 1605, twee weken voor Grimani's dood, stuurde paus Paulus V een formeel protest naar Venetië.
Kort na zijn verkiezing tot doge verwierp Donato, op aandringen van Paolo Sarpi, het protest van Paulus V. In april 1606 vaardigde Paulus V hierop een interdict uit over Venetië, waarin hij de hele bevolking van Venetië excommuniceerde. Op Sarpi's aandringen gaf Donato de geestelijken in de republiek opdracht het pauselijk interdict te negeren en de mis te blijven opdragen, op straffe van onmiddellijke uitzetting. De Venetiaanse geestelijken zetten hun activiteiten voort, met uitzondering van de jezuiëten, die de republiek verlieten (of moesten verlaten). Zij zouden pas in 1655 terugkeren. Donato en Sarpi werden ook persoonlijk door Paulus de V geëxcommuniceerd.
Frankrijk trad op als bemiddelaar in het geschil tussen Venetië en de paus. Op 21 april 1607 werd een compromis gesloten waarin de twee priesters die door Venetië als gewone misdadigers werden beschuldigd, aan Frankrijk werden overgedragen, en het pauselijk interdict tegen Venetië werd ingetrokken.

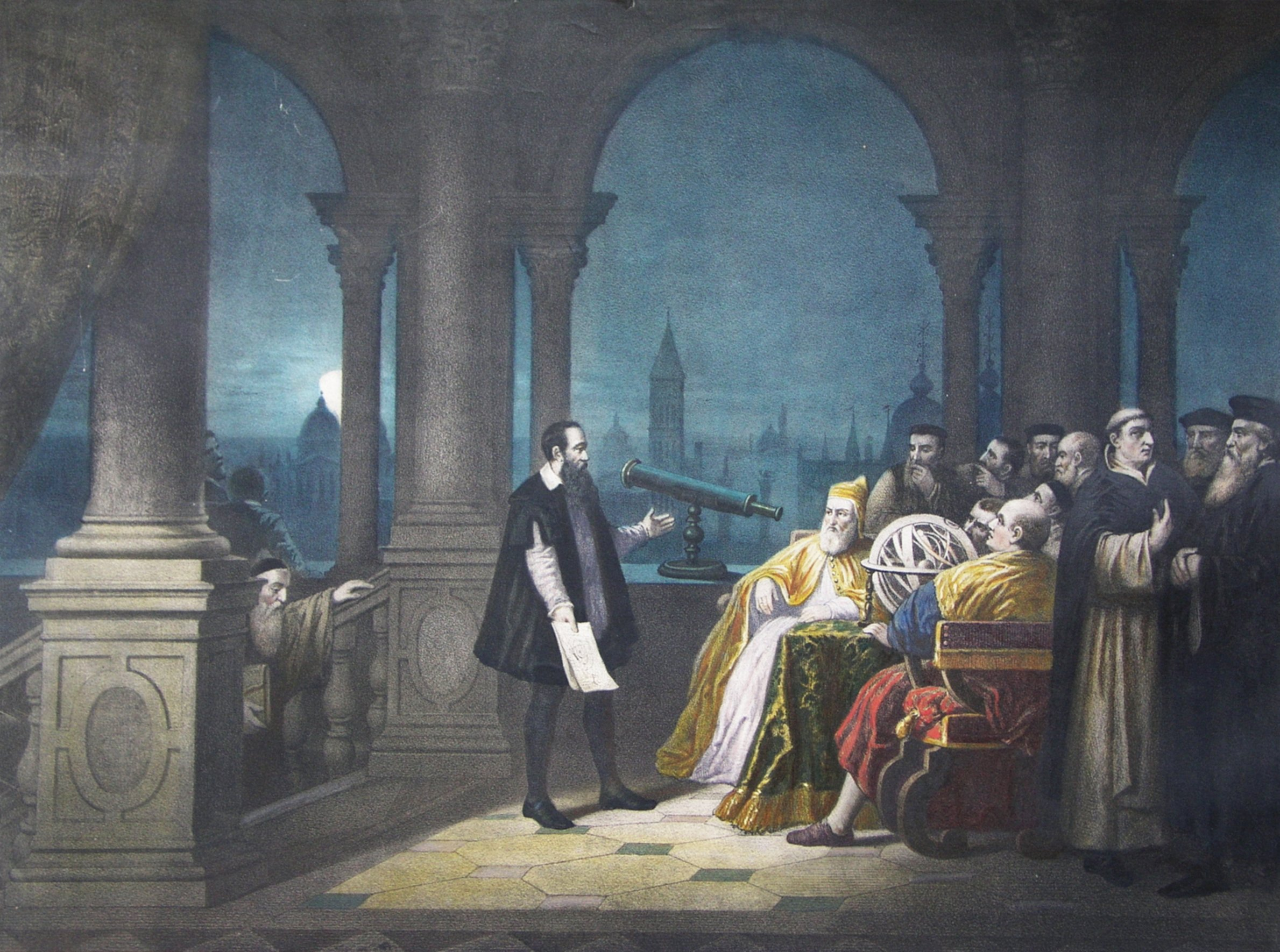
19e-eeuws schilderij met een afbeelding van Galileo Galilei die zijn telescoop op Leonardo Donato richt. 1609

In 1609 ontving hij Galileo Galilei, die hem zijn telescoop demonstreerde, waarmee men een vijandelijk schip kon identificeren twee uur voordat het met het blote oog te zien was. Donato beloonde hem met geld en met een post aan de universiteit van Padua. 
Gedurende de rest van Donato's regering gebeurde er weinig opmerkelijks. Hij was niet populair bij het Venetiaanse volk, en hij beperkte na het eerste jaar zijn aantal publieke optredens als doge. Er waren veel geruchten over de teruggetrokken Donato in omloop, maar geen hiervan werd ooit bewezen. Hij stierf op 16 juli 1612.